# Helena Honkamaa
Helena Margareta Honkamaa (ur. 19 maja 1971) – szwedzka zapaśniczka walcząca w stylu wolnym. Srebrna medalistka mistrzostw świata w 1990; siódma w 1995 i 1996. Piąta na mistrzostwach Europy w 1996 roku. 
Mistrzyni kraju w 1999 roku.